# Danilo Wyss
Danilo Wyss (Orbe, Vaud kanton, 1985. augusztus 26. –) svájci profi kerékpáros. 2020-ban visszavonult a versenyzéstől.

## Eredményei
2006
3. - Giro del Canavese
10., Országúti világbajnokság - Mezőnyverseny - U23
2007
1,, 3. szakasz - 3 Jours de Vaucluse
2. - GP Waregem
3. - Párizs–Roubaix - Junior
5., Országúti világbajnokság - Mezőnyverseny - U23
9. - GP Herning
2008
6. - GP Pino Cerami
2009
1., 1. szakasz - Tour de Beauce
2010
9. - Nokere Koerse

## Grand Tour eredményei
| Grand Tour | 2010 | 2011 | 2012 |
| ---------- | ---- | ---- | ---- |
| Giro       | 97.  | 126. |      |
| Tour       | -    | -    |      |
| Vuelta     | -    | -    |      |